# Phytomyza kyfhusana
Phytomyza kyfhusana este o specie de muște din genul Phytomyza, familia Agromyzidae, descrisă de Erich Martin Hering în anul 1928.
Este endemică în Germania. Conform Catalogue of Life specia Phytomyza kyfhusana nu are subspecii cunoscute.